# Поликоро
Поликоро (итал. Policoro) је насеље у Италији у округу Матера, региону Базиликата.
Према процени из 2011. у насељу је живело 11810 становника. Насеље се налази на надморској висини од 32 м.

## Географија
| Клима (Поликоро)         | Клима (Поликоро) | Клима (Поликоро) | Клима (Поликоро) | Клима (Поликоро) | Клима (Поликоро) | Клима (Поликоро) | Клима (Поликоро) | Клима (Поликоро) | Клима (Поликоро) | Клима (Поликоро) | Клима (Поликоро) | Клима (Поликоро) | Клима (Поликоро) |
| Показатељ \ Месец        | .Јан.            | .Феб.            | .Мар.            | .Апр.            | .Мај.            | .Јун.            | .Јул.            | .Авг.            | .Сеп.            | .Окт.            | .Нов.            | .Дец.            | .Год.            |
| ------------------------ | ---------------- | ---------------- | ---------------- | ---------------- | ---------------- | ---------------- | ---------------- | ---------------- | ---------------- | ---------------- | ---------------- | ---------------- | ---------------- |
| Средњи максимум, °C (°F) | 12,0 (53,6)      | 13,6 (56,5)      | 15,8 (60,4)      | 18,9 (66)        | 23,1 (73,6)      | 27,8 (82)        | 31,1 (88)        | 31,0 (87,8)      | 27,3 (81,1)      | 22,5 (72,5)      | 18,2 (64,8)      | 14,2 (57,6)      | 31,1 (88)        |
| Средњи минимум, °C (°F)  | 3,6 (38,5)       | 4,5 (40,1)       | 6,8 (44,2)       | 9,0 (48,2)       | 12,9 (55,2)      | 16,9 (62,4)      | 19,4 (66,9)      | 19,8 (67,6)      | 17,2 (63)        | 13,5 (56,3)      | 9,5 (49,1)       | 5,3 (41,5)       | 3,6 (38,5)       |
| [ тражи се извор ]       |                  |                  |                  |                  |                  |                  |                  |                  |                  |                  |                  |                  |                  |

## Становништво
| 1931. | 1936. | 1951. | 1961. | 1971. | 1981.  | 1991.  | 2001.  | 2011.  |
| ----- | ----- | ----- | ----- | ----- | ------ | ------ | ------ | ------ |
| 599   | 588   | 862   | 5.611 | 8.611 | 12.090 | 14.551 | 15.096 | 15.976 |